# Pedro Amorós
Pedro Amorós Juan (Murcia, 1966) es un escritor, traductor y crítico literario español.

## Biografía
Estudió historia en la Universidad de Murcia y cinematografía en la Universidad de Valladolid. Doctor en historia antigua desde el año 2001. En 2011 inicia un proyecto literario titulado El rojo y el gris con la publicación de Jano ante el espejo. En dicho proyecto pretende agrupar una colección de ensayos mezclando pequeñas narraciones, comentarios literarios y notas autobiográficas. 
Mantiene un blog de crítica literaria desde 2009 y escribe ensayos literarios en el suplemento literario de La Opinión de Murcia, con una sección denominada “El árbol de la vida”, y en la plataforma Conocer al autor con un canal denominado “La senda de los libros”.
Como historiador se ha interesado por el estudio de Grecia antigua en los siglos V y IV a. C, la historiografía antigua y moderna. Ha estudiado la relación entre la tradición oral y la tradición escrita en Platón.

## Obras

### Novelas
- Bajo el arco en ruina (Nuevos Autores, 2007).
- El recodo del río (Ediciones Irreverentes, 2009).
- La extraña victoria (Ediciones Irreverentes, 2013).
- Vida imaginaria del doctor Mabuse (Cuadernos del Laberinto, 2023).[2] [3]

### Relatos
- Un aire de extrañeza (Cuadernos del laberinto, 2020).[4][5]

### Teatro
- Beatriz Cenci, una historia romana (Ediciones Irreverentes, 2009).
- El exilio de Dante (Ediciones Irreverentes, 2016).

### Ensayos

#### Colección “El rojo y el gris”
- Jano ante el espejo (Ediciones Irreverentes, 2011).
- La plegaria de Eos (Ediciones Irreverentes, 2018).
- El tiempo detenido (Cuadernos del Laberinto, 2021).[6]

### Libros de historia
- La tradición en Platón, Madrid, Ediciones Irreverentes, 2015.[7]

### Editor literario
- De la indignación a la rebeldía (con Bernardo Pérez Andreo) (Ediciones Irreverentes, 2013).
- Kafka (Ediciones Irreverentes, 2016).
- Regreso a un mundo feliz (Ediciones Irreverentes, 2016).

### Traducciones
- Luc Brisson, El papel del mito en Platón y sus prolongaciones en la Antigüedad (Ediciones Irreverentes, 2017).[8]
- Luc Brisson, Le Sexe Incertain -  Androginia y hermafroditismo en la antigüedad grecorromana (Cuadernos del Laberinto, 2025).[9]

## Premios
- II Premio Internacional Rara Avis de Ensayo y Memorabilia (2011) por Jano ante el espejo.[10][11]
- II Premio Oscar Wilde de Novela Breve (2012) por La extraña victoria.[12]